# Insurrection dans le royaume des Deux-Siciles de 1820
L’insurrection dans le royaume des Deux-Siciles de 1820 est l'action menée par des officiers supérieurs de l'armée du royaume des Deux-Siciles d’obédiences carbonari tels que les frères Florestano et Guglielmo Pepe. Elle s'inscrit dans un contexte international visant à obtenir une monarchie constitutionnelle comme c'est le cas en Espagne en janvier 1820 et plus tard dans le royaume de Sardaigne, en mars 1821. L'insurrection prend fin en avril 1821 après l'intervention de l'Autriche.

## Le début de l'insurrection

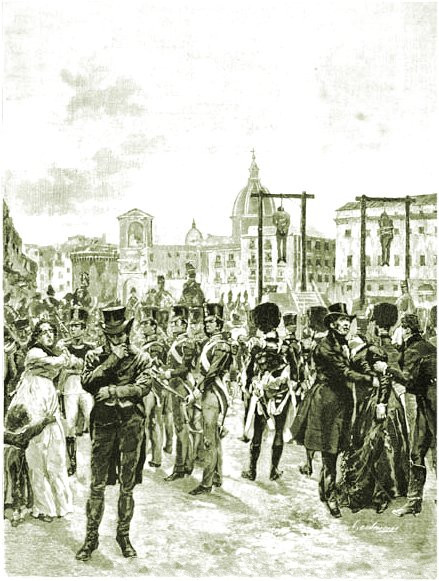
L’exécution de Giuseppe Silvati et Michele Morelli.

En mars 1820, la diffusion de l'information dans le royaume de Naples de la conquête du régime constitutionnel en Espagne contribue grandement à exalter les mouvements carbonari et  maçonniques. À Naples, la conspiration, qui n'est pas destinée à renverser le roi Ferdinand Ier des Deux-Siciles mais seulement à demander une constitution, prend rapidement de l’ampleur et implique des officiers supérieurs.
Le lieutenant Michele Morelli, chef de la section de la charbonnerie de Nola, décide d'engager son régiment de cavalerie dans la conspiration. Il est rejoint par  Giuseppe Silvati, lui aussi lieutenant, et Luigi Minichini, aux idées anarchistes et prêtre à Nola.
Dans la nuit du 1er au 2 juillet 1820, la nuit de Saint-Théobald de Provins, patron de la Charbonnerie, Morelli et Silvati donnent le coup d'envoi de la conspiration en désertant avec environ 130 hommes et 20 officiers. Rapidement, Minichini les rejoint et s'oppose à Morelli car il veut parcourir la campagne afin de recruter les paysans et les personnes, qui selon lui, attendent pour rejoindre la conspiration. Morelli, quant à lui, veut se rendre directement sur Avellino où le général Pepe l'attend. Minichini quitte l'expédition afin de suivre son idée et retrouve ses compagnons un peu plus tard, après avoir échoué. Le jeune officier Michele Morelli, soutenu par ses troupes, se dirige vers Avellino sans rencontrer, en chemin, l'enthousiasme de la foule à laquelle il s'attend.
Le 2 juillet, à Monteforte, il est accueilli triomphalement. Le lendemain, Morelli, Silvati et Minichini font leur entrée à Avellino. Accueillis par les autorités municipales, rassurées que leur action n'a pas pour objectif de renverser la monarchie, la constitution sur le modèle espagnol est proclamée. Après cela, Morelli passe les pouvoirs aux mains du colonel De Concilij, chef d'état-major du général Pepe. Ce geste de soumission à la hiérarchie militaire, provoque la déception de Minichini qui s'en retourne à Nola pour inciter un soulèvement populaire.
Le 5 juillet, Morelli entre à Salerne, alors que l'insurrection s'étend jusqu'à Naples, où le général Guglielmo Pepe a rassemblé autour de lui de nombreuses unités militaires. Le 7, le roi Ferdinand Ier est contraint d'accorder la constitution.
Des élections sont organisées et le Parlement siège pour la première fois le 1er octobre suivant.

## La révolte de la Sicile
Mi-juillet, la révolte éclate aussi en Sicile qui se divise. L'Est de la Sicile, Messine et Catane, s'aligne sur les rebelles napolitains tandis que l'Ouest, Palerme et Agrigente, demande l'application de la constitution de 1812 avant d'accepter la constitution espagnole. Les deux villes demandent aussi que soit reconnu un gouvernement et un parlement indépendant sans, cependant, demander l'indépendance mais une fédération. Naples en guise de réponse remplace le gouverneur et envoie la troupe qui se compose de 25 000 hommes sous les ordres de Florestano Pepe afin de réprimer l'insurrection.
Une convention, destinée à éviter un massacre fratricide, est signée le 5 octobre qui est refusée par Naples et les villes de Messine et Catania la jugeant trop généreuse. Pepe démissionne. Un statu quo s'installe jusqu'à la révocation de la constitution. 

## La fin de la conspiration
Dès 1820, l'Autriche intervient afin de résoudre la crise. Le 20 octobre, Metternich convoque, au nom de l'Autriche garante de l'ordre en Italie, une conférence à Troppau à laquelle participent les puissances de la Sainte-Alliance qui déclare légitime une intervention.
En janvier 1821, Le roi de Naples est officiellement invité à une conférence à Ljubljana où se décide une intervention armée contre les révolutionnaires qui dans le royaume des Deux-Siciles ont proclamé la constitution. 
Les Autrichiens organisent une expédition commandée par le général Frimont. En février 1821, l'armée autrichienne forte de 52 000 hommes passe le Pô Elle se partage en cinq divisions qui occupent les principales villes de l'Italie centrale, Ancône, Tolentino, Foligno, Terni, Rieti, Arezzo, Pérouse, Terni, Foligno, Spoleto, Empoli et Sienne.
Les conjurés essayent de résister, mais le 7 mars 1821 les constitutionnalistes commandées par Pepe, bien que fort de 40 000 hommes, sont battus à Rieti par les troupes autrichiennes. Les Autrichiens entrent à Naples, sans rencontrer de résistance.
Le 23 mars, Ferdinand révoque la constitution et confie au ministre de la police, le prince de Canosa, Antonio Capece Minutolo, la mission de capturer tous ceux qui sont suspectés de conspiration. Le 12 septembre 1822, Giuseppe Silvati et Michele Morelli sont pendus à Naples.